# Dudeismo

Lo Yin e yang con i 3 fori della palla da Bowling, uno dei simboli del Dudeismo.

Il dudeismo - in inglese dudeism, ufficialmente The Church of the Latter-Day Dude - è una nuova religione e corrente di pensiero il cui obiettivo primario è diffondere la filosofia e lo stile di vita rappresentati dal personaggio di Jeffrey "The Dude" ("Drugo" nella versione in italiano) Lebowski, nel film del 1998 Il grande Lebowski dei fratelli Joel ed Ethan Coen.

## Storia
Fondato nel 2005 da Oliver Benjamin, un giornalista che vive tra Los Angeles, California, e Chiang Mai in Thailandia, il nome ufficiale del dudeismo è The Church of the Latter-Day Dude.
Benjamin, dopo una vita a girovagare per il mondo in cerca di se stesso, rivide il film Il grande Lebowski mentre era in un bar della città tailandese di Pai nel 2005. «Mi sentii come se avessi visto una storia che mi presentava il metodo per gestire le difficoltà della vita. È stato probabilmente il film più commovente e divertente che io avessi mai visto». Quella sera egli decise di fondare la nuova religione.
The Church of the Latter-Day Dude ha lanciato la sua pubblicazione ufficiale, The Dudespaper, nell'autunno del 2008. Il libro sacro dudeista, The Tao Dude Ching, è stato messo online nel luglio 2009. È una reinterpretazione del Daodejing che usa dialoghi ed elementi della storia de Il grande Lebowski.
Nell'agosto del 2012 si contavano più di 160.000 preti dudeisti; nel 2021 il sito ufficiale riporta la cifra di 600.000 persone ordinate.

## Descrizione

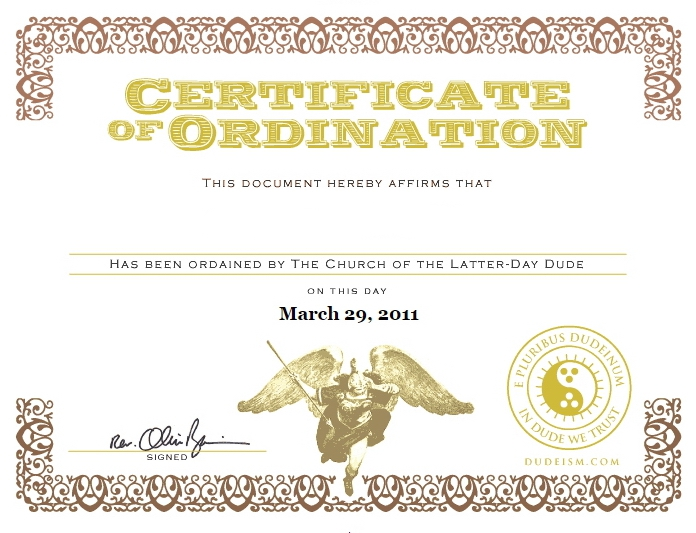
Il certificato di ordinazione a prete dudeista

La religione prevede che si possa venire ordinati ministri di culto (Dudeist Minister o Dudeist Priest) semplicemente facendone richiesta compilando un form sul sito ufficiale.
Anche se il dudeismo utilizza principalmente l'iconografia e la narrativa del film Il grande Lebowski, i suoi aderenti fanno notare come la visione del mondo dudeista sia esistita dall'inizio della civiltà, principalmente per correggere le tendenze della società verso l'aggressione e l'eccesso. Individui come Laozi, Epicuro, Eraclito, Buddha, e il Gesù pre-ecclesiastico sono visti come esempi di antichi profeti dudeisti. Più recenti antenati comprendono umanisti come Kurt Vonnegut e Mark Twain. Il messaggio del film riguarda l'aleatorietà degli eventi che accadono e di come questa entri in gioco ogni volta che un personaggio fa programmi, siano questi di inganno, a scopo di lucro o di controinganno verso i truffatori. Gli autori sembrano quasi voler trasmettere la presenza di un'entità divina che punisce prima o poi tutti e si manifesta come caoticità in quella che, con falsa comicità e quindi ironicamente, descrivono come utopia deterministica dell'uomo. Il povero Donny, sempre fuori dalla situazione e mai consapevole, insieme alla nascita di un nuovo "piccolo Lebowski", simboleggiano l'avvenuta presa di coscienza da parte dello spettatore della filosofia giusta di vita: Drugo sa aspettare! Perché, come diceva uno molto più saggio di me: "a volte sei tu che mangi l'orso, a volte è l'orso che mangia te". E non è per niente un modo di dire dell'est. 
Il Dudeismo esalta la pigrizia e cerca di distogliere la gente dalla frenesia e dalle insoddisfazioni contemporanee. Il sistema ideale dudeista è essenzialmente una forma moderna di Taoismo epurato da ogni dottrina medica e metafisica. Il dudeismo promuove e incoraggia la flessibilità della mente, il "prenderla con filosofia" o "non prendersela" di fronte alle difficoltà della vita, credendo che questo sia l'unico modo per vivere in armonia con la nostra natura interiore e con le sfide dell'interagire con altre persone. Cerca inoltre di attenuare i sentimenti di inadeguatezza che nascono in società che pongono grande enfasi su risultati e fortune personali, esaltando al contrario un approccio alla vita rilassato. Conseguentemente, semplici piaceri giornalieri come (nel caso di Lebowski) fare un bagno, ascoltare i Creedence Clearwater Revival e giocare a bowling con gli amici sono visti come molto preferibili rispetto all'ansia di dover inseguire il successo come metodo per raggiungere felicità e soddisfazione. Nel manifesto del Dudeismo si legge: "La vita è corta e complicata e nessuno sa cosa farci. Quindi non fare niente. Prendila con calma. Smettila di preoccuparti così tanto di andare in finale. Rilassati con qualche amico e qualche soda d'avena, e sia che fai strikes (massimo punteggio) o gutters (zero punti) fai del tuo meglio per rimanere te stesso con te e con gli altri; che è come dire, tieni duro. O sopporta e sorridi”. Il Dudeismo non è anarchismo: esso riconosce la necessità dell'organizzazione e dell'ordine e la pigrizia è disciplinata e determinata. Ognuno si sente oppresso dalle pressioni della società e desidera avere maggiore libertà. Chiunque vorrebbe essere più spensierato, rilassato e preoccuparsi meno dei soldi e dello status sociale. È ciò che il Dudeismo incoraggia.

## Festività dudeiste
Come ogni altra religione, anche il dudeismo prevede alcuni giorni festivi durante l'anno.
Il testo della descrizione nella tabella seguente è la traduzione di quello riportato nella pagina relativa alle festività del sito ufficiale della religione.
| Nome                             | Data                                                            | Descrizione |
| -------------------------------- | --------------------------------------------------------------- | --- |
| Happy Dude Year                  | 1º gennaio                                                      | Questo ovviamente è il giorno in cui riconosciamo che anche se l'anno è cambiato, tutto cambia sempre. Quindi non fissarti su date arbitrarie. Invece di fare dei buoni propositi per il nuovo anno, fai come farebbe the Dude (il Drugo): non preoccuparti così tanto di ciò che dovresti fare e invece, semplicemente, fallo. |
| Pal-o-mine's Day                 | 13 febbraio                                                     | San Valentino può mettere molta pressione sulle coppie ed essere una vera seccatura per chi è single. Invece di celebrare l'amore romantico, il giorno del Dudeist Pal-o-mine celebra gli amici, le amicizie e i buoni amici. Si celebra un giorno prima di San Valentino in modo che possano celebrarlo anche coloro che hanno una relazione romantica. |
| Hangover                         | dal 27 febbraio al 6 marzo                                      | La lunga celebrazione settimanale che inizia il 27 febbraio con il National Kahlua Day e culmina nel Day of the Dude, il 6 marzo. Questa è una sorta di quaresima dudeista, in cui ci rilassiamo e apprezziamo i piaceri semplici della vita invece di rincorrere quelli più complicati e dolorosi. |
| The Day of the Dude              | 6 marzo                                                         | Questo è il giorno in cui il nostro testo fondamentale, The Big Lebowski, è uscito nelle sale. È anche un giorno di grande facilità mentre ci sforziamo di fare il meno possibile. È la nostra festa principale, quindi non essere sacrilego e lavoraci duramente. |
| Take It Easyster                 | come la Pasqua del cristianesimo                                | Considerando che i cristiani celebrano la risurrezione di Cristo in questa data, i dudeisti celebrano il rilassamento delle persone tese. Riconoscendo che la primavera segue sempre l'inverno, ricordiamo a noi stessi che non possiamo preoccuparci di quello schifo. La vita va avanti, amico. In linea con le tradizioni rituali della fertilità di Eostre (la tradizione pagana su cui potrebbe essersi basata la Pasqua) questo può essere un buon momento per fare preghiere al santuario della Nostra Signora Speciale.                                                                      |
| Major Duder                      | come il Magha Puja del buddhismo theravāda                      | Questo è il giorno dell'anno in cui i buddisti affermano la loro determinazione a purificare le loro menti da intenzioni e preoccupazioni non buddiste. Allo stesso modo, i Dudeisti usano questo tempo per purificare le loro menti da quelle non Dude. |
| April Dude's Day                 | 1º aprile                                                       | Come ha detto Mark Twain, uno dei grandi Dude della storia, "Questo è il giorno in cui ci viene ricordato quello che siamo negli altri trecentosessantaquattro". In questo giorno celebriamo la follia della razza umana, e anche il senso dell'umorismo che ci permette di sopportare quella follia. |
| Limber Day                       | 20 aprile                                                       | Conosciuto in tutto il mondo come un giorno per celebrare lo sballo, abbiamo dato il nostro tocco personale alla canna. |
| Passitover                       | come la Pasqua dell'Ebraismo                                    | Gli ebrei celebrano la Pasqua per commemorare la loro liberazione dalla schiavitù e dalla costrizione. I dudeisti fanno lo stesso, celebrando e incoraggiando la fioritura delle nostre libertà. Tuttavia, invece di una dieta a base di pane azzimo, i dudeisti possono optare per una dieta a base di birra non lievitata. |
| Summer Shabbos!                  | 20 giugno                                                       | La notte prima del solstizio d'estate onoriamo la fine della prima metà dell'anno solare. Questa è la notte di riposo dudeista. Cerca di non utilizzare macchinari pesanti. Capita anche che sia il compleanno di John Goodman. |
| The Summer Slowstice             | 21 giugno (nell'emisfero boreale)                               | In questo giorno osserviamo il giorno più lungo e più lento dell'anno. Cerca di eseguire tutto a metà velocità. |
| Indudependence Day               | 4 luglio                                                        | Mentre gli americani osservano questo giorno per celebrare la loro vittoria sui loro signori britannici (Independence Day), i dudeisti usano questa festa per affermare la loro indipendenza psicologica da qualsiasi potere esistente. Seguire pedissequamente qualsiasi causa, bandiera o ideologia (compresa quella del Dudeismo) è pericoloso e ostacola la crescita personale. La nostra indipendenza ci unisce. |
| Cush Hosanna, alias Kush Hosanna | come il Rosh HaShana dell'Ebraismo                              | Nella tradizione ebraica, Rosh HaShana è l'inizio del nuovo anno (Rosh=”testa” e HaShana=”l'anno”). Il dudeismo lo interpreta completamente male. Per noi, cush=”conforto” e hosanna=”aiuto” (in ebraico). Questo commemora anche il momento all'inizio di settembre 2021 quando Jeff Bridges ha annunciato che il suo cancro era in remissione. Consideriamo Cush Hosanna un momento per rilassarsi ed essere sani e trovare intimità nelle nostre vite. Coloro che fumano marijuana si riferiscono alla festa come Kush Hosanna, poiché Kush è un'altra parola per la cannabis.                    |
| Melloween                        | 31 ottobre                                                      | Sebbene molti dudeisti usino questo giorno per vestirsi come the Dude o altri personaggi del Grande Lebowski, Melloween si rifà al significato originale di Halloween (originariamente "serata consacrata"). Discendente da una festa gaelica chiamata Samhain, questo era il periodo dell'anno in cui si rendeva omaggio ai cari defunti. Su Melloween, i dudeisti sono inclini a ricordare gli amici e la famiglia che sono morti e ad brindare loro in onore e affetto. Possiamo anche prenderci il tempo per riconnetterci con la famiglia e gli amici viventi con cui abbiamo perso i contatti. |
| Thankiesgiving                   | come il giorno del ringraziamento negli Stati Uniti o in Canada | Qui diciamo "grazie" a tutte le cose meravigliose per cui dobbiamo essere grati. E a tutti coloro che ci hanno aiutato. |
| Mauder's Day                     | 3 dicembre                                                      | La nostra Mauder è una figura di spicco per lo spirito nutriente e creativo in tutti noi. Maude aiuta a perpetuare l'intera commedia umana e si assicura che ci sia un piccolo Lebowski in arrivo in tutti noi. È anche il compleanno di Julianne Moore! Insieme a The Slackernalia e Kerabotsmas , questo costituisce la tripletta di fine anno della celebrazione dudeista e i compleanni di tre di personaggi principali di The Big Lebowski . |
| The Slackernalia                 | 4 dicembre                                                      | Come notano gli storici, il Natale era ambientato in inverno in competizione con i Saturnali romani, un'orgia di sensuale indulgenza. (Nessuno sapeva veramente quando nacque Gesù). I dudeisti riconoscono questa antica tradizione di riaccendere la fertilità del mondo, non con il consumo, ma con il rilassamento. Questo è anche il compleanno di Jeff Bridges. |
| Kerabotsmas                      | 13 dicembre                                                     | La vacanza invernale dudeista più cupa, in onore di Theodore Donald (Donny) Kerabatsos, quando ricordiamo coloro che sono morti per noi peccatori e ricordiamo coloro che abbiamo amato così bene. Non a caso, questo è anche il compleanno di Steve Buscemi. |
| The Winter Slowstice             | 21 dicembre (nell'emisfero boreale)                             | In questo giorno riconosciamo il giorno più buio e più freddo dell'anno. Va bene per un po' di letargo! |
| Dudeistmas                       | 25 dicembre                                                     | Mentre altre persone potrebbero festeggiare il Natale, alcuni dudeisti preferiscono celebrare Dudeistmas, che è una versione molto più semplice della festa. Dimentica tutte le pressioni associate ai regali e alla preparazione di cene elaborate. Basta avere alcuni amici e ordinare! Potresti voler bruciare alcune erbe per aiutare a invocare lo spirito di the Dude, ma dipende da te. |